# MFK Snina
Mestský futbalový klub Snina w skrócie MFK Snina – słowacki klub piłkarski grający w trzeciej lidze słowackiej, mający siedzibę w mieście Snina.

## Historia
Klub został założony w 1927 roku. Za czasów istnienia Czechosłowacji największym sukcesem klubu była gra w trzeciej lidze czechosłowackiej. Grał w niej w latach 1962–1965, 1978–1986 i 1989–1990. Po rozpadzie Czechosłowacji klub grał w trzeciej ligi słowackiej w latach 1994-1996. W sezonie 2013/2014 ponownie awansował do trzeciej ligi.

## Historyczne nazwy
- 1927 – ŠK Snina (Športový klub Snina)
- 1945 – Sokol Snina
- 1948 – TJ Drevokombinát Snina (Telovýchovná jednota Drevokombinát Snina)
- 1951 – TJ Kovo Snina (Telovýchovná jednota Kovo Snina)
- 1952 – TJ Spartak Snina (Telovýchovná jednota Spartak Snina)
- 1955 – TJ Spartak Vihorlat Snina (Telovýchovná jednota Spartak Vihorlat Snina)
- 1991 – FC Vihorlat Snina (Football Club Vihorlat Snina)
- 1995 – MFK Snina (Mestský futbalový klub Snina)

## Stadion
Domowe mecze klub rozgrywa na stadionie o nazwie Mestský futbalový štadión Snina, położonym w mieście Snina. Stadion może pomieścić 3000 widzów.